# Donnperignon
Donnperignon også kaldet pepe (født 1999) er en vallak af finsk varmblod og den dressurhest som Anna Kasprzak red ved OL 2012. Donnperignon er en lettere omskrivning af den dyre champagne ved navn Dom Perignon.
Hesten købtes af Anna Kasprzak mor Hanni Toosbuy Kasprzak for et millionbeløb i efterår 2011 af tyskeren Christoph Koschel som med hesten vandt EM-sølv for hold 2011 og VM-bronze 2010. Gode resultater i begyndelsen af 2012, bl.a. sejren i grandprixet og grand prix special i Mannheim, sikrede Anna Kasprzak og Donnperignon en af de tre OL-pladser, dels på holdet sammen med Anne van Olst og Nathalie zu Sayn Wittgenstein, dels individuelt.
Donnperignon blev pensioneret i 2018 og udlever nu sit otium hos Kasprzak-familien på deres hestegård i Haderslev.